# 9 Mois ferme
9 Mois ferme je francouzský hraný film z roku 2013 (v angličtině promítán pod názvem 9 Months Stretch), který režíroval Albert Dupontel podle vlastního scénáře. Snímek měl světovou premiéru na festivalu frankofonních filmů v Angoulême dne 25. srpna 2013.

## Děj
Ariane Felder je soudkyně kolem čtyřicítky, která je trochu upjatá, svobodná a zdráhá se chodit s muži. Na silvestrovských oslavách roku 2013, silně povzbuzena svými kolegy z práce, se hodně opije a z večera si nic nepamatuje.
O šest měsíců později Ariane zjistí, že je těhotná, ale neví, kdo je otcem. Nejprve si myslí, že je to její kolega soudce De Bernard. Později však zjistí, že otcem jejího dítěte pasák, lupič a recidivista Robert Nolan, který je podezřelý z toho, že starému muži, který ho překvapil při vloupání, usekl čtyři prsty a vypíchl oči.
Zdá se, že zatčený Robert Nolan soudkyni při výslechu poznává, ale netuší, že s ní čeká dítě. Později se na útěku vloupe do jejího domu a překvapí ji při jejím pokusu o potrat. Nabídne jí dohodu. On neprozradí nic o jejich společné noci, pokud mu pomůže dokázat, že není barbarský lupič.

## Obsazení
| Sandrine Kiberlainová | Ariane Felder               |
| Albert Dupontel       | Robert Nolan                |
| Philippe Uchan        | soudce Godefroy De Bernard  |
| Nicolas Marié         | paní Trolos                 |
| Bouli Lanners         | afektovaný policista        |
| Gilles Gaston-Dreyfus | pan De Lime                 |
| Christian Hecq        | poručík Édouard             |
| Philippe Duquesne     | doktor Toulate              |
| Michel Fau            | gynekolog                   |
| Yolande Moreau        | Robertova matka             |
| Jean Dujardin         | tlumočník do znakové řeči   |
| Terry Gilliam         | Charles Meatson             |
| Ray Cooper            | novinář ze CNN              |
| Tranquillo Cimenti    | pan Beymet                  |
| Laure Calamy          | Daisy, kolegyně Ariane      |
| Christophe Pinel      | novinář                     |
| David Marsais         | muž na silvestrovské oslavě |
| Grégoire Ludig        | muž na silvestrovské oslavě |
| Jacques Mateu         | psychiatr                   |

## Ocenění
- César: nejlepší herečka (Sandrine Kiberlain), nejlepší původní scénář (Albert Dupontel); nominace v kategoriích nejlepší film, nejlepší režie (Albert Dupontel), nejlepší herec (Albert Dupontel), nejlepší střih (Christophe Pinel)
- Étoile d'or du cinéma français: nejlepší scénář
- Křišťálové glóby: nejlepší film
- Cena Louise Delluca: nominace
- Cena Lumières: nominace na nejlepší film, nejlepší režii, nejlepší původní scénář, nejlepší herečka
- Křišťálové glóby: nejlepší režisér, nejlepší herec a nejlepší herečka